# Castor von Karden

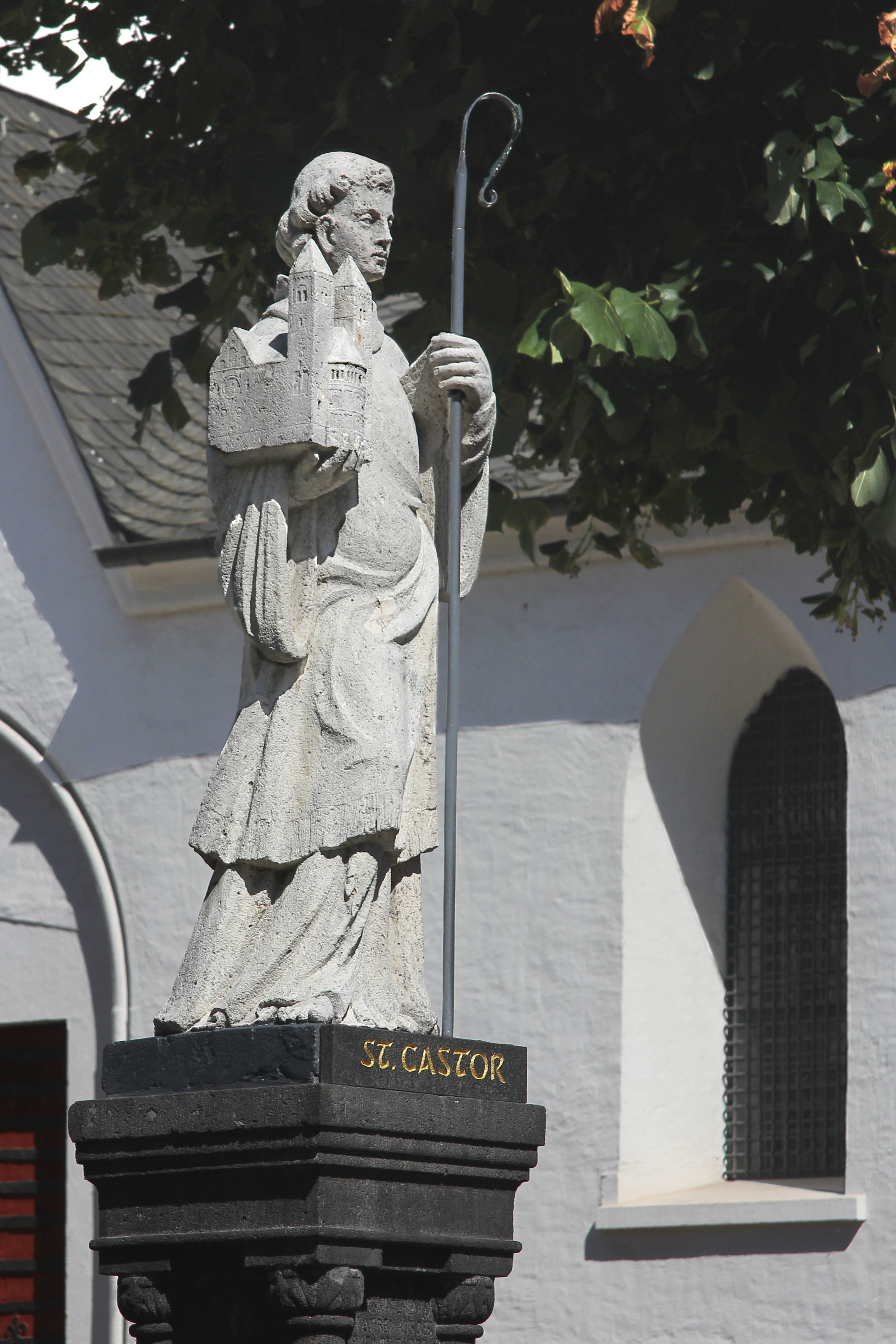
St. Castor vor der Stiftskirche in Karden

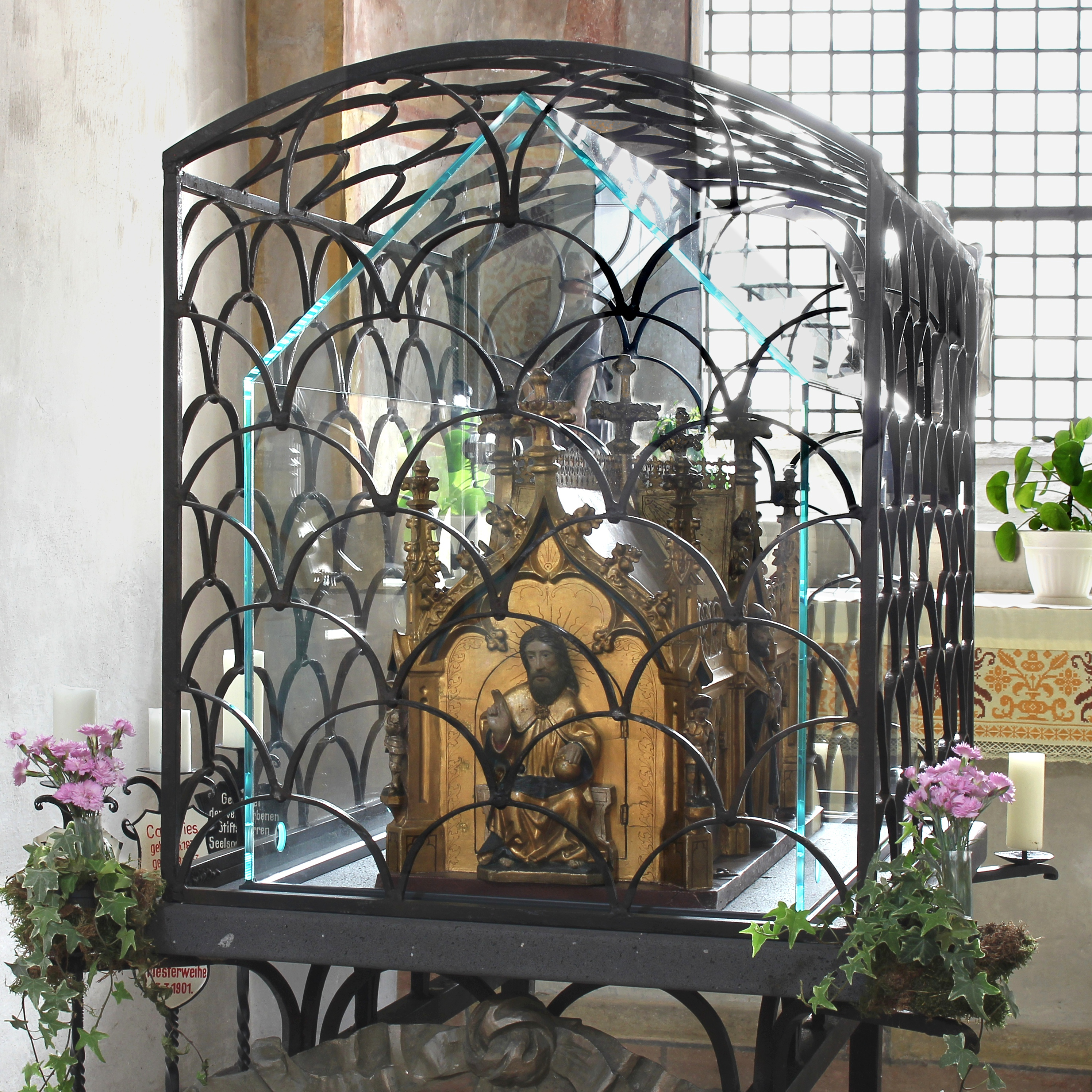
Castorschrein

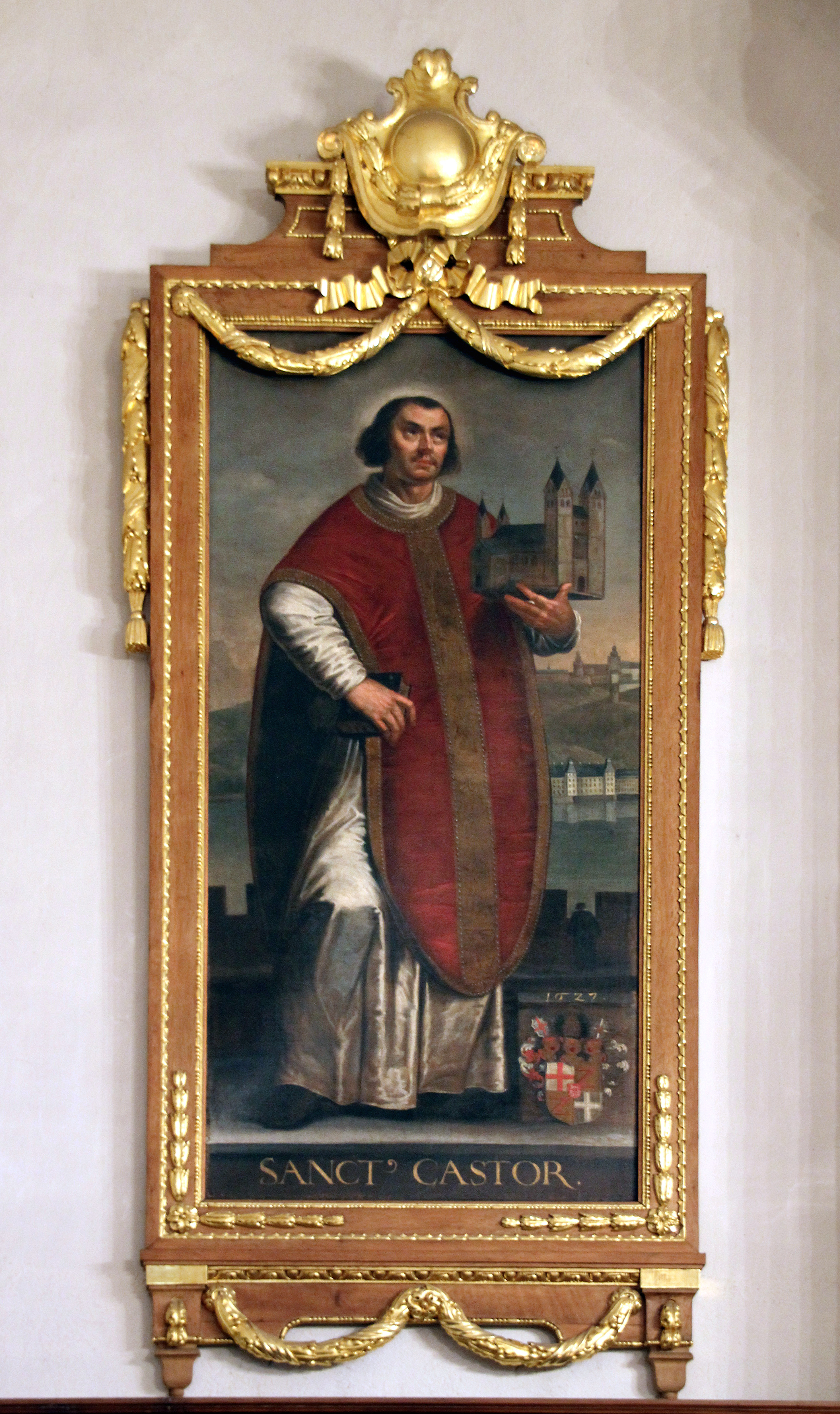
Ölgemälde des hl. Kastor in der Basilika St. Kastor

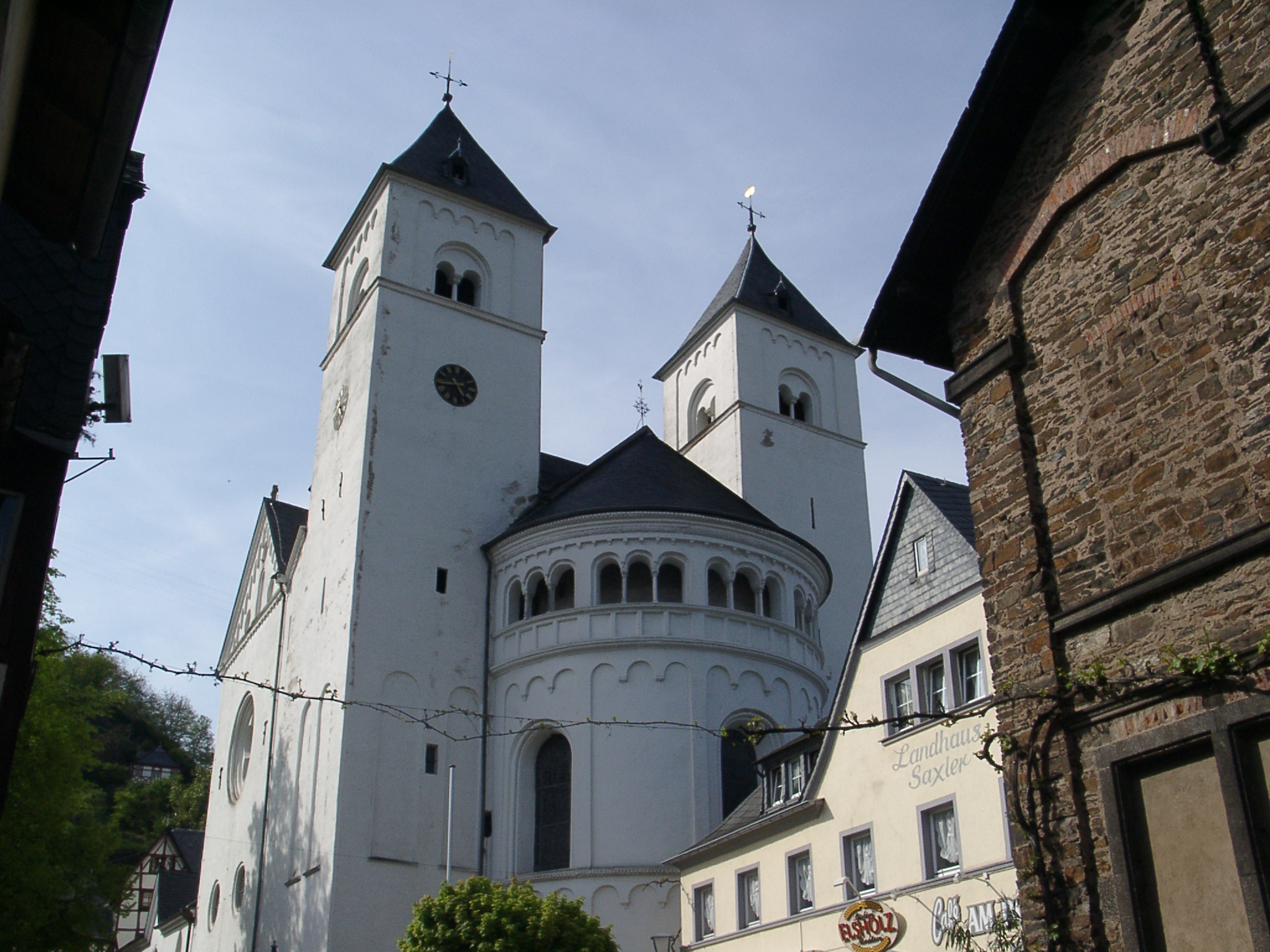
Stiftskirche St. Castor in Karden

Castor von Karden (* um 320; † um 400) ist ein Heiliger der katholischen Kirche. Sein Gedenktag ist der 13. Februar.

## Gestalt und Verehrung

### Leben und Wirken
Castor stammte wahrscheinlich aus Aquitanien und war Schüler des Bischofs Maximin von Trier, der ihn auch zum Priester weihte. Der Legende nach lebte er mit einigen Gefährten als Einsiedler in Karden (Cardena) und wirkte um das Jahr 400 in einer bereits weitgehend christianisierten Umgebung als Priester an der Mosel. Vermutlich gründete er mit dem ebenfalls aus Aquitanien stammenden Potentinus und dessen Söhnen bereits damals eine frühe Klostergemeinschaft, die bis zum Jahr 1802 bestand. Von dem Kollegiatstift an St. Castors Grab- und Wirkungsstätte in Karden bestehen noch einige romanische Gebäude wie das Haus Korbisch, der Stiftsherrenbau sowie die im 12. Jahrhundert erbaute Stiftskirche.
Eine in einem Gemälde von Januarius Zick dargestellte Sage erzählt, dass Castor moselaufwärts fahrende Schiffer um etwas von dem Salz bat, das sie geladen hatten. Doch die Schiffer hätten ihn ausgelacht, woraufhin ein Unwetter mit Sturm und Blitz ausgebrochen sei, so dass das Schiff zu kentern drohte. Dann hätten sie Castor um Hilfe angefleht, und auf sein Gebet hin sei Ruhe eingekehrt. Daraufhin dankten die Schiffer Gott und gaben Castor reichlich von ihrer Ladung.

### Übertragung von Reliquien in die St.-Kastor-Kirche von Koblenz
780 erhob Bischof Weomodus von Trier Castors Gebeine und setzte sie in der örtlichen Paulinus-Kirche von Karden bei. Dies bedeutete die offizielle kirchliche Anerkennung des Kultes und kommt einer heutigen Seligsprechung gleich. Am 12. November 837 übertrug Erzbischof Hetti von Trier den größeren Teil der Castorreliquien, einschließlich des Kopfes, in die neu erbaute Kastorkirche nach Koblenz. Castor gilt seitdem auch als Patron der Stadt Koblenz.

### Castorschrein in Karden
Ein kleinerer Teil der Castorreliquien blieb in Karden zurück und wurde im sogenannten Castorschrein aufbewahrt bzw. verehrt. Dieser kunstvolle Schrein aus Tannenholz, matt vergoldet, aus dem 15. Jahrhundert befindet sich nach wie vor in der dortigen Stiftskirche; der Inhalt war seit Ende des 18. Jahrhunderts jedoch verschollen. Anfang des 19. Jahrhunderts kehrten einige Reliquienpartikel St. Castors aus Koblenz nach Karden zurück und wurden wieder im historischen Castorschrein deponiert.
Der Schrein stand lange Zeit im Chor der Kirche. Seit 1954 hat der seinen Platz in der Chorkapelle des nördlichen Flankenturms. Dort erhielt er zum Schutz ein künstlerisch gestaltetes schmiedeeisernes Gehäuse.
Trotz Sicherung durch den eisernen Käfig löste im Februar 2017 ein zunächst Unbekannter die Muttergottesfigur aus den Darstellungen auf dem Schrein heraus. Das Motiv für die Tat war anfangs unklar, da die bekannte Skulptur kaum verkäuflich sein dürfte. Zwei Jahre später konnte die Polizei in Wiesbaden das Relief bei einem Hehler sicherstellen. Am Castortag, dem 13. Februar 2019, erhielt die Pfarrei die Nachricht. Wie sich herausstellte, hatte der weithin bekannte elsässische Kunstdieb und sich selbst als „Kunstliebhaber mit Sammelzwang“ bezeichnende Stéphane Breitwieser das Relief der sitzenden Madonna entwendet. Seit Februar 2021 ist die Skulptur nach Restaurierung im Atelier der Restauratorin Katrin Ettringer an ihrem Platz zurück; die durch den Raub verursachten Schäden waren verhältnismäßig gering.
Der reich verzierte Schrein ist wie ein Kirchengebäude mit Lang- und Querhaus gestaltet, bedeckt mit einem Kreuzdach. Die beiden Giebelseiten des Langhauses zeigen geschnitzte Halbreliefs von Christus und der Gottesmutter Maria, die Giebelseiten des Querhauses Petrus und Castor. Christus mit zum Segen erhobener rechter Hand und der linken auf einer goldenen Kugel als Zeichen der Macht beschützt gewissermaßen den Eingang des Schreins. Die an der gegenüberliegenden Seite sitzende Maria lächelt; auf dem linken Arm hält sie das Jesuskind. Petrus an einem der Seitengiebel ist wie auf den meisten Bildern mit dem Schlüssel des Himmelreichs dargestellt. St. Castor trägt in der linken Hand das Modell einer Kirche mit Zweiturmfassade. Welche Kirche dargestellt sein soll, ist nicht geklärt. Am ehesten könnte es St. Kastor in Koblenz sein, nicht aber die Stiftskirche in Karden. Ungewöhnlich ist die Palme in der linken Hand des Heiligen, das Attribut der Märtyrer; denn von einem Martyrium Castors berichten die bekannten Legenden nichts. An den Seitenwänden des Schreins sind in Dreiergruppen die zwölf Apostel und auf dem Dach die vier geflügelten Wesen als Zeichen der Evangelisten aufgemalt.